# Bilderbergconferentie 1999
De Bilderbergconferentie van 1999 werd gehouden van 3 t/m 6 juni 1999 in het Caesar Park Hotel Peña Longa in Sintra, Portugal. Vermeld zijn de officiële agenda indien bekend, alsmede namen van deelnemers indien bekend. Achter de naam van de opgenomen deelnemers staat de hoofdfunctie die ze op het moment van uitnodiging uitoefenden.

## Agenda
- Kosovo (Kosovo)
- The US Political Scene (het politieke toneel van de VS)
- Current Controversies: Genetics and the Life Sciences (Actuele controverses: Genetica en de biowetenschappen)
- Redesigning the International Financial Architecture (herstructurering van de internationale financiële architectuur)
- The Social and Political Impacts on Emerging Markets of Recent Economic Events (De sociale en politieke impact van de recente economische gebeurtenissen op de opkomende markten)
- NATO's Future (De toekomst van de NAVO)
- The Relationship between Information Technology and Economic Policy (De relatie tussen Informatietechnologie en economisch beleid)
- Current Events (Actuele zaken)
- Russia's Foreign Policy (De buitenlandpolitiek van Rusland)
- How Durable is the Current Rosy Complexion of European Politics?  (Hoe duurzaam is de huidige rooskleurige teint van de Europese politiek?)

## Deelnemers
- Nederland - Koningin Beatrix, staatshoofd der Nederlanden
- Nederland - Frank de Grave, minister van Defensie

1954 ·
1955 (1) ·
1955 (2) ·
1956 ·
1957 (1) ·
1957 (2) ·
1958 ·
1959 ·
1960 ·
1961 ·
1962 ·
1963 ·
1964 ·
1965 ·
1966 ·
1967 ·
1968 ·
1969 ·
1970 ·
1971 ·
1972 ·
1973 ·
1974 ·
1975 ·
(1976) ·
1977 ·
1978 ·
1979 ·
1980 ·
1981 ·
1982 ·
1983 ·
1984 ·
1985 ·
1986 ·
1987 ·
1988 ·
1989 ·
1990 ·
1991 ·
1992 ·
1993 ·
1994 ·
1995 ·
1996 ·
1997 ·
1998 ·
1999 ·
2000 ·
2001 ·
2002 ·
2003 ·
2004 ·
2005 ·
2006 ·
2007 ·
2008 ·
2009 ·
2010 ·
2011 ·
2012 ·
2013 ·
2014 ·
2015 ·
2016 ·
2017 ·
2018 ·
2019 ·
2020 ·
2021 ·
2022 ·
2023